# Salix koeieana
Salix koeieana — вид квіткових рослин із родини вербових (Salicaceae).

## Морфологічна характеристика
Це середньовисокий кущ. Гілки тонкі, стають жовтими або бурими, голі. Листки на ніжках ≈ 2–5 мм, злегка запушені; листкова пластина вузько-ланцетна, 20–45 × 3–7(9) мм, матово-лавандово-зелена з обох боків, гола, або нижня сторона у молодих листків ледь шовковиста, край дрібно гостро-зубчастий. Сережки майже сидячі, густо-волосисті; зрілі чоловічі 12–20 × 8–10 мм; пиляк жовтий; зрілі жіночі ≈ 20 (40) × 7 мм. Коробочка сидяча, яйцеподібна, загострена, ≈ 3.5 мм завдовжки.

## Середовище проживання
Афганістан, Пакистан.